# Futuro in trance
Futuro in trance (Mockingbird 1980) è un romanzo di fantascienza dello scrittore statunitense Walter Tevis. Il libro è stato pubblicato in Italia anche con il titolo Solo il mimo canta al limitare del bosco.

## Trama
Spofforth è l'ultimo rappresentante degli intelligentissimi robot di classe 9, l'unico a cui è stato impedito di "suicidarsi", di autodistruggersi. Essendo stato creato per servire l'uomo, ed avendo ricevuto deleghe per occupazioni ed incarichi sempre più importanti e delicati, Spofforth è riuscito a portare l'umanità all'autodistruzione, con la somministrazione di droghe e anticoncezionali, ed eliminando i rapporti personali.
Paul Bentley è un professore universitario, che "riscopre" come leggere e scrivere. Viene tenuto sotto controllo da Spofforth ma, avendo conosciuto Mary Lou, ed avendo intrattenuto rapporti con lei, probabilmente l'ultima donna fertile, che rimane incinta, viene imprigionato.
Riesce a fuggire dal carcere della North Carolina fino a New York e a rintracciare Mary Lou e Spofforth.
Paul e Mary Lou, innamorati, convincono Spofforth ad eliminare la distribuzione di droghe e anticoncezionali, con la promessa che lo aiuteranno ad autodistruggersi.

## Adattamento cinematografico
Nel 2022 viene annunciato un adattamento cinematografico del romanzo di Tevis, diretto dalla regista israeliana Alma Har’el e prodotto dalla Searchlight Pictures.

## Edizioni
- Walter Tevis, Mockingbird, Doubleday, 1980.
- Walter Tevis, Solo il mimo canta al limitare del bosco, traduzione di Roberta Rambelli, SF Narrativa d'Anticipazione, n. 36, Editrice Nord, 1983.
- Walter Tevis, Futuro in trance, traduzione di Silvia Stefani, Oscar Mondadori, n. 1661, Arnoldo Mondadori Editore, 1983.
- Walter Tevis, Futuro in trance, traduzione di Silvia Stefani, Urania Classici, n. 240, Arnoldo Mondadori Editore, ottobre 1997.
- Walter Tevis, Futuro in trance, traduzione di Silvia Stefani, Urania Collezione, n. 81, Arnoldo Mondadori Editore, ottobre 2009.
- Walter Tevis, Solo il mimo canta al limitare del bosco, traduzione di Roberta Rambelli, Minimum fax, settembre 2015.